# 시설관리
시설관리 시설관리직 청사관리는 해당 건물, 시설, 기관의 시설 구조물을 관리, 수리하는 직종이다. 해당 기관에 직접 소속되거나 외부 업체에 계약을 체결하고 용역 파견근로자를 상주시킨다. 그러나 점차 전기, 건축, 냉난방, 배수시설 등에 한해서 해당 관련 업체와 전속체결을 하여 사라지는 추세에 있다.
관리 대상으로는 전기시설, 건축설비시설(소방시설, 냉난방시설), 상하수도 등 수도급수시설, 가구류, 화장실, 환기구 등의 기구 관리와 정비 등의 업무를 맡으며, 공공기관에서는 간단한 유인물의 인쇄 등 의 업체, 기관 등의 사정에 따라서는 경비와 당직, 숙직업무 등도 맡게 하나, 경비, 당직근무를 전담하는 방호원이나 경비원을 별도로 채용, 고용하거나 청원경찰을 고용하거나,  CCTV 모니터링을 관리하는 경비용역업체와 계약체결을 하는 업체, 기관도 존재한다.